# ذهب ولم يعد
ذهب ولم يعد (بالهندية: Koi Laut Ke Aaya Hai؛ ويعني "شخص ما قد عاد") هو مسلسل درامي هندي يمزج بين الرومانسية والغموض والإثارة النفسية. عُرض المسلسل على قناة ستار بلس الهندية من 25 فبراير إلى 18 يونيو 2017. المسلسل من بطولة سوربي جيوتي، وشعيب إبراهيم، وشاراد كيلكار.
تمت دبلجة المسلسل إلى اللغة العربية، وعُرض على قناة إم بي سي بوليوود، وحقق اهتمامًا لدى الجمهور العربي بفضل قصته غير التقليدية المليئة بالتشويق.

## القصة
تدور أحداث المسلسل في ولاية راجستان حول جيتانجالي (سوربي جيوتي)، وهي فتاة تنتمي إلى عائلة أرستقراطية، تعيش مع شقيقها الأكبر ريشاب (شاراد كيلكار)، الذي فقد بصره في حادث ونتيجة لذلك أصبح شديد الحماية لها. تقع جيتانجالي في حب النقيب في الجيش أبهيمانيو سينغ راثور (شعيب إبراهيم)، وتقرر الزواج منه رغم رفض شقيقها القاطع لهذا الارتباط.
بعد فترة قصيرة من زواجهما، يتوفى أبهيمانيو في حادث سيارة غامض، لكن جيتانجالي ترفض تصديق خبر وفاته، وتشعر بوجوده حولها. تتصاعد الأحداث وتزداد غموضًا عندما تبدأ ظواهر غريبة بالحدوث في قصر العائلة، وتظهر شخصيات جديدة تثير الشكوك، مما يدفع جيتانجالي إلى رحلة محفوفة بالمخاطر لكشف الحقيقة وراء وفاة زوجها، لتكتشف شبكة معقدة من الأسرار العائلية والمؤامرات التي لم تكن في الحسبان.

## فريق العمل
| الممثل              | الشخصية                     |
| ------------------- | --------------------------- |
| سوربي جيوتي         | جيتانجالي سينغ شيخاري       |
| شعيب إبراهيم        | النقيب أبهيمانيو سينغ راثور |
| شاراد كيلكار        | ريشاب سينغ شيخاري           |
| شالين مالهوترا      | الرائد راجفير مالهوترا      |
| سريجتا دي           | كافيا سينغ شيخاري           |
| نيڤيديتا بهاتاشاريا | راتنا سينغ شيخاري           |

## البث والدبلجة
عُرض المسلسل في الهند على قناة ستار بلس بواقع 33 حلقة، وهو ما يجعله مسلسلًا قصيرًا مقارنة بالدراما الهندية المعتادة. في العالم العربي، قامت قناة إم بي سي بوليوود بعرض النسخة المدبلجة من المسلسل تحت عنوان "ذهب ولم يعد".